# Флора кишки

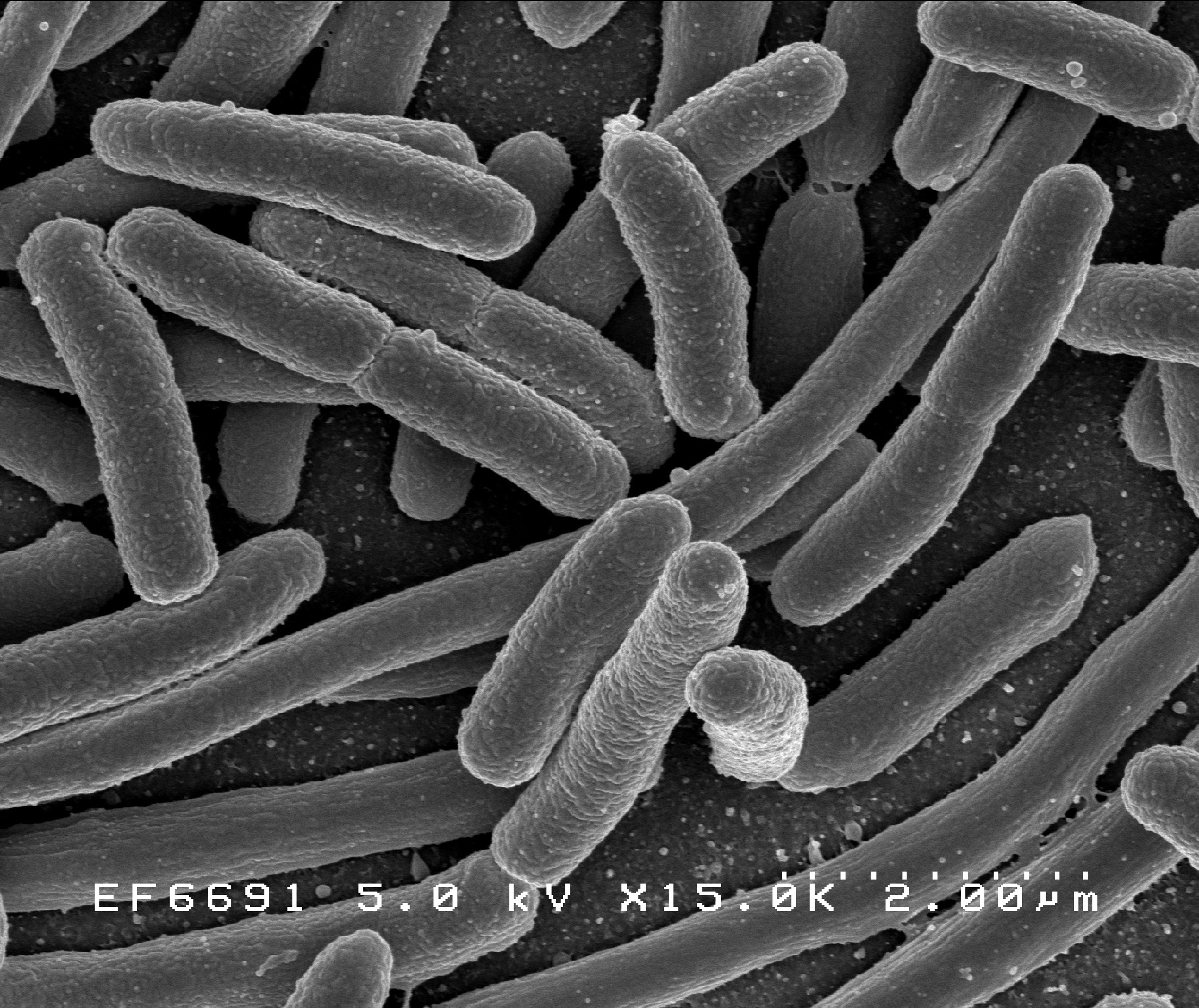
Escherichia coli, один з видів бактерій, присутніх в людській кишці

Флора кишки (англ. human gut flora, також мікробіота кишки, англ. gut microbiota) — екосистема мікроорганізмів, які живуть у травній системі та виконують ряд корисних функцій для своїх хазяїв, частина нормальної флори. Кількість і різноманітність мікроорганізмів у різних відділах травного тракту залежить від багатьох факторів, зокрема pH, активності перистальтики, а також дієти та взаємодії з іншими мікроорганізмами. Так у шлунку, у зв'язку з високою кислотністю і швидкою перистальтикою, флори майже немає, тоді як повільні рухи та нейтральне pH товстої кишки і нижніх відділів тонкої сприяють інтенсивному розмноженню різноманітних мікроорганізмів.
Кількість мікроорганізмів у кишках людини сягає близько 1014, тобто приблизно у десять разів перевищує кількість власних клітин організму. Більшу частину кишкової флори становлять бактерії, з них також на 60 % (сухої маси) складаються фекалії. Ці бактерії за найпоширенішими оцінками належать до 500 різних видів, але пропонуються інші цифри — від 300 до 1000. Проте, ймовірно, що 99 % всієї мікрофлори припадає на 30—40 видів. До флори кишок також входять дріжджі. За оцінками на 2016 рік кількість бактерій в організмі людини фактично того ж порядку, що і кількість людських клітин, а маса всієї мікрофлори кишок людини складає приблизно 200 грамів.
На склад і видову різноманітність кишкової флори крім інших факторів впливає дієта. Наприклад, йогурти та інші кисломолочні продукти містять бактерії роду Lactobacillus, які вважаються пробіотиками, оскільки вони позитивно впливають на здоров'я травної системи й організму в цілому. Інші компоненти їжі, такі як харчові волокна і складні білки, відносять до пребіотиків, тому що вони сприяють росту і розмноженню бактерій. Ці сполуки не перетравлюються організмом людини та слугують їжею для мікрофлори нижніх відділів травного тракту.

## Значення для організму
Дослідження свідчать, що стосунки між кишкою і флорою не є просто коменсалізмом, (тобто нешкідливим співіснуванням), але скоріше формою мутуалізму — взаємовигідними відносинами. Хоча люди можуть вижити й без флори кишки, мікроорганізми виконують для хазяїна низку корисних функцій, наприклад анаеробне травлення невикористаного матеріалу, що супроводжується синтезом таких молекул, як ферменти, білки, коротколанцюгові жирні кислоти (бутират), вітаміни (H, B9, B5, B2, B1, B6, B12, K), пептиди та амінокислоти, біосурфактанти, органічні кислоти, а також розчинення шляхом ферментації складних нерозчинних вуглеводів — харчових волокон (клітковина).
Крім того, мікрофлора забезпечує тренування імунної системи, запобігає зростанню шкідливих видів, полегшує симптоми діареї і закрепів, запальних захворювань кишок (ентерит, коліт), виразок, алергій, непереносності лактози, дитячих колік. Проте, флора кишок не завжди винятково корисна, вважається, що деякі мікроорганізми в певних випадках можуть спричиняти хвороби.
У нормі надмірному росту бактерій у тонкій кишці перешкоджають:
- нормальна секреція соляної кислоти (запобігає розмноженню бактерій у верхніх відділах шлунково-кишкового тракту);
- плеоцекальний клапан (запобігає надходженню бактерій з товстої кишки в тонку);
- нормальна пропульсивна моторика тонкої кишки (попереджує застій кишкового вмісту).

Біфідо- та лактобактерії мають виражену антагоністичну активність у відношенні патогенних бактерій, регулюють кількісний та якісний склад кишкової мікрофлори у нормі, затримують зростання та розмноження у ньому патогенних та умовно-патогенних мікробів.
Кишкові сапрофіти у порівнянні з патогенними бактеріями, містять велику кількість ферментів, розмножуються більш активно, тому легше утилізують поживні речовини та кисень. Вони виробляють різноманітні бактерицидні та бактеріостатичні речовини, у тому числі антибіотикоподібні.

### Вплив на розвиток чи профілактику хвороб
Наукова стаття 2022 року, опублікована в European Journal of Clinical Nutrition, узагальнила значну роль мікробіоти кишок у розвитку хронічних захворювань, включаючи запальні аутоімунні розлади, запальні розлади травної системи, серцево-судинні та метаболічні захворювання, а також запропонувала різні методики модуляції кишкової мікробіоти для лікування і профілактики цих хронічних захворювань. Стає все більш очевидним, що бактеріальні метаболіти, принаймні частково, є ключовими агентами, залученими до ролі кишкової мікробіоти на здоров'я людини, і серед таких метаболітів коротколанцюгові жирні кислоти є найважливішим. Бактерії, які продукують бутират та інші коротколанцюгові жирні кислоти, пов'язані з меншим ризиком запальних аутоімунних і кардіометаболічних захворювань, а також синдрому подразненого кишечника. Можлива низка терапевтичних стратегій для впливу на кишкову мікробіоту, але зміни в харчуванні є найбільш очевидним, неінвазивним і негайним способом зміни складу та функції кишкової мікробіоти.
Харчові волокна та ненасичені жири, окремо або у складі здорової дієти, такої як середземноморська дієта, призводять до більшої відносної кількості бактерій, що продукують бутират, а ці бактерії та бутират та інші коротколанцюгові жирні кислоти, що утворюються, у свою чергу, призводять до покращення результатів для здоров'я. Споживання різноманітних типів харчових волокон призводить до процвітання різних видів бактерій, які, в свою чергу, продукують широкий спектр корисних коротколанцюгових жирних кислот. Можливість розробки дієтичних втручань, спрямованих конкретно на збільшення певних бактеріальних метаболітів для покращення кардіометаболічних і запальних процесів в контексті здоров'я, здається, цілком досяжна протягом наступних 15 років.
Регулярне вживання різноманітних харчових волокон; та додаткове вживання пребіотиків та постбіотиків мають достовірний позитивний ефект на психічне здоров'я і профілактику різних психічних розладів.

## Мікроорганізми
Види бактерій у кишках:
- Анаероби
  - Бактероїди
  - Біфідобактерії
  - Ентерококи
  - Клостиридії
  - Еубактерії
- Аероби
  - Ентеробактерії
  - Стрептококи
  - Стафілококи
  - Лактобактерії
  - Гриби

У шлунку в нормі внаслідок кислого середовища кількість мікроорганізмів незначна (лактобацили, стрептококи, сарцини). Дванадцятипала кишка та проксимальний відділ тонкої кишки в здорових людей стерильні внаслідок наявності в них агресивних травних ферментів. У дистальній частині тонкої кишки у 1 мл вмісту нараховується 107−108 мікроорганізмів, у рівній кількості аеробів та анаеробів. У 1 мл вмісту дистального відділу товстої кишки знаходиться 109−1012 мікроорганізмів близько 400 видів. Найбільша щільність заселення мікрофлорою спостерігається у прямій кишці. Мікрофлора калу є фактично флорою дистального відділу товстої кишки.
У нормі понад 95 % мікрофлори калу складають анаероби: біфідобактерії та бактероїди. Аеробна флора представлена (за частотою виділення та кількості) кишковою паличкою, лактобацилами, ентерококом. Рідше у незначній кількості виявляють стафілококи, стрептококи, клебсієли, протеї, клостридії, дріжджоподібні гриби.
Усі мікроорганізми, які у нормі заселюють товсту кишку, ділять на три групи:
1. основну (біфідобактерії та бактероїди),
2. супутню (молочнокислі бактерії та штами кишкової палички, ентерококи)
3. остаточну (стафілококи, гриби, протеї).

### Книги
- Nar Singh Chauhan and Suneel Kumar (2023). Microbiome Therapeutics. Elsevier. ISBN 978-0-323-99336-4.
- Rising stars in Microbiome in Health and Disease: 2022 (відкритий доступ: pdf, epub) / Ping Li та ін., 2022 — Frontiers in Cellular and Infection Microbiology. ISBN 978-2-8325-2395-7.
- The Role of Dietary Interventions in The Regulation of Host-Microbe Interactions: Volume II (відкритий доступ: pdf, epub) / Zongxin Ling та ін., 2022 — Frontiers in Cellular and Infection Microbiology. ISBN 978-2-83250-866-4.
- The Role of Dietary Interventions in The Regulation of Host-Microbe Interactions (відкритий доступ: pdf, epub) / Zongxin Ling та ін., 2020—2021 — Frontiers in Cellular and Infection Microbiology. ISBN 978-2-88974-581-4.
- The Microbial Modulation of Autoimmune Processes and Proinflammatory Pathways (відкритий доступ: pdf, epub) / Elias Adel Rahal та ін., 2022 — Frontiers in Cellular and Infection Microbiology. ISBN 978-2-88976-932-2.
- Follow your gut: the enormous impact of tiny microbes. / Knight, Rob, 2015. — Simon & Schuster. ISBN 978-1-4423-7588-8.

### Журнали
- European Journal of Clinical Nutrition
- Nature Microbiology
- Nature Reviews Microbiology
- Microbiome
- Gut Microbes
- Bioscience of Microbiota, Food and Health
- Journal of Clinical Microbiology

### Статті
- Vijay Amrita; Valdes Ana M. (2022). Role of the gut microbiome in chronic diseases: a narrative review. European Journal of Clinical Nutrition (англ.) 76 (4). doi:10.1038/s41430-021-00991-6.
- Gebrayel Prisca; Nicco Carole; Al Khodor Souhaila та ін. (7 березня 2022). Microbiota medicine: towards clinical revolution. Journal of Translational Medicine (англ.) 20 (1). doi:10.1186/s12967-022-03296-9.

### Відео
- Як наші мікроби роблять нас тими, ким ми є — Роб Найт, TED, 2014. (укр. субтитри)
- Як їжа, яку ви їсте, впливає на ваш кишківник — Шилпа Равелла, TED, 2017.
- Як кишкові мікроби, з якими ви народилися, впливають на ваше здоров'я протягом усього життя — Хенна-Марія Уусітупа, TED, 2020.
- Dr. Justin Sonnenburg: How to Build, Maintain & Repair Gut Health | Huberman Lab Podcast #62, 2022.